# Mujeres Creando
Mujeres Creando (spanska Skapande Kvinnor) är ett bolivianskt anarkafeministiskt kollektiv som deltar i en rad anti-fattigdomprojekt, inklusive propaganda, gatuteater och direkt aktion.
Gruppen grundades 1992 av Maria Galindo, Mónica Mendoza och Julieta Paredes, varav två är Bolivias enda öppet lesbiska aktivister. Mujeres Creando publicerar Mujer Pública och producerar varje vecka ett radioprogram och har ett kulturcafé som heter Virgen de los Deseos. Grundaren Julieta Paredes beskrev Mujeres Creando som en reaktion på den arroganta, homofobiska och totalitära bolivianska vänstern under 1980-talet, där heterosexualitet fortfarande var modellen och feminism ansågs vara splittrande. Mujeres Creando har fått internationell uppmärksamhet på grund av sin inblandning i ockupationen 2001 av den bolivianska banktillsynsbyrån på uppdrag av Deudora, ett mikrokreditinstitut. Beväpnade med dynamit och molotovcocktails krävde de total skuldavskrivning vilket också nådde viss framgång. Julieta Ojeda, en medlem av Mujeres Creando, förklarar att "de finansiella institutionerna i verkligheten bedrev ocker, fusk och utpressning av människor och utnyttjade deras okunnighet, vilket fick dem att underteckna kontrakt som de inte förstod”. Den 15 augusti 2002 var medlemmar av Mujeres Creando och supportrar involverade i produktionen av en utbildningsfilm som behandlar våld i samband med kvinnors mänskliga rättigheter och blev misshandlade av La Paz-polisen. Polisens våld fördömdes av Gay och Lesbian Human Rights Commission.